# Liste der Nummer-eins-Hits in Finnland (1986)
Dies ist eine Liste der Nummer-eins-Hits in Finnland im Jahr 1986. Sie basiert auf den offiziellen Single Top und den Album Top, die im Auftrag von Musiikkituottajat, der finnischen Landesgruppe der IFPI, erstellt werden.

## Singles
| | Liste der Nummer-eins-Hits in Finnland | Liste der Nummer-eins-Hits in Finnland | Liste der Nummer-eins-Hits in Finnland                                   | 1987 →                    |
| \| Zeitraum \| Wo. ges. \| Interpret \| Titel Autor(en) \| Zusätzliche Informationen \| \| (Zeitraum, Wochen auf Platz eins, Interpret, Titel, Autor[en], zusätzliche Informationen) \| \| \| \| \| \| ----------------------------------------------------------------------------------------- \| -------- \| ------------------------ \| ------------------------------------------------------------------------ \| ------------------------- \| \| Januar 1986 1 Monat \| 1 \| Lionel Richie \| Say You, Say Me Lionel B. Richie \| – \| \| Februar 1986 – März 1986 2 Monate \| 2 \| Modern Talking \| Brother Louie Dieter Bohlen \| – \| \| April 1986 1 Monat \| 1 \| Juice Leskinen \| Kaksoiselämää \| – \| \| Mai 1986 – Juni 1986 2 Monate \| 2 \| Jean-Pierre Kusela \| Naurava kulkuri \| – \| \| Juli 1986 1 Monat \| 1 \| Samantha Fox \| Touch Me (I Want Your Body) Jon Astrop, Mark Shreeve, Peter Brian Harris \| – \| \| August 1986 1 Monat \| 1 \| Bananarama \| Venus Robert H. J. van Leeuwen \| – \| \| September 1986 1 Monat \| 1 \| Tina Turner \| Typical Male Terry Britten, Graham Hamilton Lyle \| – \| \| Oktober 1986 1 Monat \| 1 \| Neumann \| Naiselleni Ray Thomas \| – \| \| November 1986 1 Monat \| 1 \| Europe \| The Final Countdown Joey Tempest \| – \| \| Dezember 1986 1 Monat \| 1 \| Topi Sorsakoski & Agents \| Vihreät niityt \| – \| |                                        |                                        |                                                                          |                           |
| |                                        |                                        |                                                                          | → 1987 →                  |
| Zeitraum | Wo. ges.                               | Interpret                              | Titel Autor(en)                                                          | Zusätzliche Informationen |
| (Zeitraum, Wochen auf Platz eins, Interpret, Titel, Autor[en], zusätzliche Informationen) |                                        |                                        |                                                                          |                           |
| Januar 1986 1 Monat | 1                                      | Lionel Richie                          | Say You, Say Me Lionel B. Richie                                         | –                         |
| Februar 1986 – März 1986 2 Monate | 2                                      | Modern Talking                         | Brother Louie Dieter Bohlen                                              | –                         |
| April 1986 1 Monat | 1                                      | Juice Leskinen                         | Kaksoiselämää                                                            | –                         |
| Mai 1986 – Juni 1986 2 Monate | 2                                      | Jean-Pierre Kusela                     | Naurava kulkuri                                                          | –                         |
| Juli 1986 1 Monat | 1                                      | Samantha Fox                           | Touch Me (I Want Your Body) Jon Astrop, Mark Shreeve, Peter Brian Harris | –                         |
| August 1986 1 Monat | 1                                      | Bananarama                             | Venus Robert H. J. van Leeuwen                                           | –                         |
| September 1986 1 Monat | 1                                      | Tina Turner                            | Typical Male Terry Britten, Graham Hamilton Lyle                         | –                         |
| Oktober 1986 1 Monat | 1                                      | Neumann                                | Naiselleni Ray Thomas                                                    | –                         |
| November 1986 1 Monat | 1                                      | Europe                                 | The Final Countdown Joey Tempest                                         | –                         |
| Dezember 1986 1 Monat | 1                                      | Topi Sorsakoski & Agents               | Vihreät niityt                                                           | –                         |

## Alben
| | Liste der Nummer-eins-Hits in Finnland | Liste der Nummer-eins-Hits in Finnland | Liste der Nummer-eins-Hits in Finnland | 1987 →                    |
| \| Zeitraum \| Wo. ges. \| Interpret \| Titel \| Zusätzliche Informationen \| \| (Zeitraum, Wochen auf Platz eins, Interpret, Titel, zusätzliche Informationen) \| \| \| \| \| \| ------------------------------------------------------------------------------ \| -------- \| ----------------------------- \| --------------------------------- \| ------------------------- \| \| Januar 1986 1 Monat \| 1 \| Sade \| Promise \| – \| \| Februar 1986 1 Monat \| 1 \| (Soundtrack) \| Rocky IV \| – \| \| März 1986 1 Monat \| 1 \| Dingo \| Pyhä klaani \| – \| \| April 1986 1 Monat \| 1 \| J. Karjalainen & Mustat lasit \| Varaani \| – \| \| Mai 1986 1 Monat \| 1 \| (Verschiedene Interpreten) \| 14 Beautiful Melodies from Moscow \| – \| \| Juni 1986 1 Monat \| 1 \| Jean-Pierre Kusela \| Naurava kulkuri \| – \| \| Juli 1986 1 Monat \| 1 \| Eurythmics \| Revenge \| – \| \| August 1986 1 Monat \| 1 \| Samantha Fox \| Touch Me \| – \| \| September 1986 1 Monat \| 1 \| Tina Turner \| Break Every Rule \| – \| \| Oktober 1986 1 Monat \| 1 \| Europe \| The Final Countdown \| – \| \| November 1986 – Dezember 1986 2 Monate \| 2 \| Eppu Normaali \| Valkoinen kupla \| – \| |                                        |                                        |                                        |                           |
| |                                        |                                        |                                        | → 1987 →                  |
| Zeitraum | Wo. ges.                               | Interpret                              | Titel                                  | Zusätzliche Informationen |
| (Zeitraum, Wochen auf Platz eins, Interpret, Titel, zusätzliche Informationen) |                                        |                                        |                                        |                           |
| Januar 1986 1 Monat | 1                                      | Sade                                   | Promise                                | –                         |
| Februar 1986 1 Monat | 1                                      | (Soundtrack)                           | Rocky IV                               | –                         |
| März 1986 1 Monat | 1                                      | Dingo                                  | Pyhä klaani                            | –                         |
| April 1986 1 Monat | 1                                      | J. Karjalainen & Mustat lasit          | Varaani                                | –                         |
| Mai 1986 1 Monat | 1                                      | (Verschiedene Interpreten)             | 14 Beautiful Melodies from Moscow      | –                         |
| Juni 1986 1 Monat | 1                                      | Jean-Pierre Kusela                     | Naurava kulkuri                        | –                         |
| Juli 1986 1 Monat | 1                                      | Eurythmics                             | Revenge                                | –                         |
| August 1986 1 Monat | 1                                      | Samantha Fox                           | Touch Me                               | –                         |
| September 1986 1 Monat | 1                                      | Tina Turner                            | Break Every Rule                       | –                         |
| Oktober 1986 1 Monat | 1                                      | Europe                                 | The Final Countdown                    | –                         |
| November 1986 – Dezember 1986 2 Monate | 2                                      | Eppu Normaali                          | Valkoinen kupla                        | –                         |

Siehe auch: Nummer-eins-Hits 1986 in  Australien, Belgien, Dänemark, Deutschland, Frankreich, Irland, Italien, Japan, Kanada, Neuseeland, den Niederlanden, Norwegen, Österreich, Schweden, der Schweiz, Spanien, den Vereinigten Staaten und im Vereinigten Königreich.